# Vicente Betoret Coll
Vicente Betoret Coll (Vilamarxant, 6 de setembre de 1972) és un polític i advocat espanyol, president del Partit Popular de la província de València des de 2015. Actualment, és diputat en les Corts Generals i secretari nacional de Política Provincial del PP. Va ser alcalde de la localitat valenciana de Vilamarxant de 1999 a 2015 i diputat en les Corts Valencianes de 2007 a 2019.

## Biografia
Llicenciat en Dret per la Universitat de València i advocat en l'Il·lustre Col·legi d'Advocats de València, va enfocar la seua carrera professional en el món privat cap al dret penal i la corredoria d'assegurances. Es va afiliar a Noves Generacions en 1990 i va entrar com a alcalde en l'ajuntament del seu municipi en 1999.
Com a alcalde, va governar durant quatre legislatures, la primera en minoria, doblegant els resultats de les eleccions anteriors. La resta, amb majoria absoluta fins que, en 2015, no va obtindre l'alcaldia en quedar-se a només dos regidors de la majoria absoluta.
Es va convertir en diputat autonòmic l'any 2007, i ha seguit sent-ho durant la VII, VIII i IX legislatures en la Comunitat Valenciana. Va ser anomenat portaveu adjunt del grup parlamentari popular i forma part de diverses comissions parlamentàries com ara Indústria, de la que és vicepresident, o Governació.
Va passar a ser secretari general del Partit Popular de la província de València en 2004, càrrec que va mantindre fins que va assumir la presidència en 2015 després de la dimissió del president provincial anterior. Durant el seu mandat va impulsar la iniciativa "#regenerAcción", un projecte que planteja regenerar l'estructura, fer primàries, limitar els mandats i implementar altres canvis en el funcionament intern del partit.
Al desembre de 2016 va anunciar oficialment la seua candidatura per al Congrés Provincial del partit de 2017, i va expressar als mitjans de comunicació la seua intenció de tornar a convertir-se en president provincial, esta vegada deixant la decisió en mans de tots els afiliats. Així mateix, va manifestar el seu suport total a Isabel Bonig com a candidata a la presidència del PPCV i el seu propòsit de col·laborar en el projecte per a convertir-la en presidenta de la Generalitat Valenciana en les eleccions municipals i autonòmiques de 2019.
Durant la celebració del XVIII Congrés Nacional del Partit Popular, el president Mariano Rajoy va enunciar els nous components del Comité Executiu Nacional del partit junt amb la seua candidatura, entre els quals figurava Betoret com a vocal. És un dels quatre populars valencians que s'integren en el nou CEN, junt amb la secretària general del PPCV, Eva Ortiz Vilella, el president de la diputació d'Alacant, Cèsar Sánchez, i el vicepresident de la diputació de Castelló, Vicent Sales.
Després de la crisi interna en el PP de la província de València que va esclatar a partir de la presentació de Mari Carmen Contelles com a segona candidata a la presidència del partit provincial, Betoret va pactar amb "Gènova" l'establiment d'una gestora que dirigira el partit fins a la celebració d'un Congrés posterior a les vacacions d'estiu per a assegurar l'estabilitat i que els militants de base pogueren votar en llibertat i sense pressions de cap tipus per cap de les parts. En paraules seues, va decidir "dar un pas arrere perquè el Congrés faça un pas avant".
Després de la dimissió de l'expresident Rajoy, i amb l'elecció de Pablo Casado com nou president dels populars amb el seu XIX Congrés Nacional, Betoret va ser anomenat secretari nacional de Política Provincial del Partit Popular.
Amb la convocatòria de les eleccions generals d'Espanya de 2019 va passar a formar part de la llista del Partit Popular per la circumscripció de València com a número dos de la mateixa, eixint triat diputat nacional després dels comicis.

## Ideari polític
Ideològicament, es definix com a liberal, conservador i valencianista. Betoret ha participat activament en la labor d'oposició contra les mesures en matèria econòmica i fiscal del Consell, especialment després del rebuig del mateix al projecte de Port Mediterráneo, perdent 86 milions d'euros d'inversió i bloquejant la creació de 6.000 llocs de treball. En este sentit, Betoret va retraure en Les Corts que "el intervencionisme del Consell ataca la llibertat d'empresa dels valencians i genera pobresa i desempleo".
Betoret també s'ha mostrat partidari de crear un ambient de mercat favorable entre València i el Regne Unit després del fenomen del Brèxit, encoratjant al sector empresarial valencià a treballar amb la seua formació per a això i comprometent-se amb la creació d'un grup de treball amb el seu equip per a analitzar l'impacte del transcendental esdeveniment polític en l'economia de la província.
Quant a l'aplicació del Pla d'Acció Territorial de la Infraestructura Verda del Litoral (PATIVEL), Vicente Betoret i el seu equip s'han posicionat completament en contra del mateix i han sol·licitat la seua anul·lació per considerar-ho contrari a la llibertat i la propietat dels valencians afectats, qualificant-lo de «expropiació encoberta». Així mateix, va anunciar que el PP de la província de valència portarà davant de la Unió Europea el PATIVEL i les queixes i denúncies dels veïns afectats, a través dels seus parlamentaris en el Grup del Partit Popular Europeu.

## Vida personal
Actualment, està casat amb l'exmodel i empresària Cristina Aparici i té una filla, Martina.